# Frank Zagarino
Frank Zagarino (Los Angeles, 19 de dezembro de 1959) é um treinador pessoal e ex-ator que atuou em uma série de filmes de ação de baixo orçamento.
Um de seus primeiros papéis foi em Barbarian Queen (1985), onde contracenou com Lana Clarkson. Assim como outras estrelas de filmes B, a maior parte dos filmes em que ele esteve foram filmados na Europa, mais especificamente na Itália. Ele estrelou o filme Ten Zan: The Ultimate Mission (1988), uma co-produção italiana e norte-coreana, um dos poucos filmes que foram filmados na Coreia do Norte. De acordo com o diretor Ferdinando Baldi, Zagarino foi preso por dois dias pelas autoridades acharem que ele era um espião americano por ele tirar muitas fotos. Mas Zagarino disse em uma entrevista que os norte-coreanos meramnete confiscaram sua câmera. Zagarino chamou o filme de "um grande desastre", já que filmar na Coreia do Norte foi muito difícil, e os norte-coreanos "nunca nos davam o que eles prometiam". Ele também apareceu em filmes americanos como Project Shadowchaser (1992) e suas três sequências, e Operation Delta Force (1997). Ele também aparece no jogo Command & Conquer: Tiberian Sun (1999) como Nod Commander Anton Slavik.

## Filmografia selecionada
- 1985 Barbarian Queen
- 1987 Striker
- 1988 Ten Zan: The Ultimate Mission
- 1989 Cyborg - Il guerriero d'acciaio
- 1992 Project Shadowchaser
- 1994 Project Shadowchaser II
- 1995 Project Shadowchaser III
- 1995 Cyborg Cop III
- 1996 Project Shadowchaser IV
- 1997 Operation Delta Force
- 1998 Armstrong

## Referencias
1. ↑  Rachel Young (18 de setembro de 2015). «From 'B movies' to the fitness studio: Meet trainer Frank Zagarino». Northforker (em inglês). Consultado em 1 de janeiro de 2024. Cópia arquivada em 1 de janeiro de 2024
2. ↑  Johannes Schönherr (13 de abril de 2011). «Ten Zan – Ferdinando Baldi's Ultimate Mission». Film International (em inglês). Consultado em 30 de dezembro de 2023. Cópia arquivada em 29 de dezembro de 2023
3. ↑  «Exclusive interview with Frank Zagarino». BZFilm (em inglês). 10 de julho de 2012. Consultado em 30 de dezembro de 2023. Arquivado do original em 13 de julho de 2012